# Тезигер, Фёдор Иванович
Фёдор Иванович (Фредерик, Фредерих) Тезигер (Тизигер, Тидигер, Тизенгер) (англ. Frederic Thesiger; 28 марта 1758 — 26 августа 1805[…]) — английский морской офицер Королевского флота, адъютант адмирала Джорджа Роднея, участник сражения у островов Всех Святых. В 1789—1798 годах на русской службе, офицер Российского императорского флота, участник русско-шведской войны 1788—1790 годов, Эландского, Красногорского и Выборгского морских сражений. Георгиевский кавалер, капитан полковничьего ранга. С 1798 года вновь офицер Королевского флота, адъютант адмирала Горацио Нельсона, участник Копенгагенского сражения, капитан (ВМФ Великобритании).

## Биография

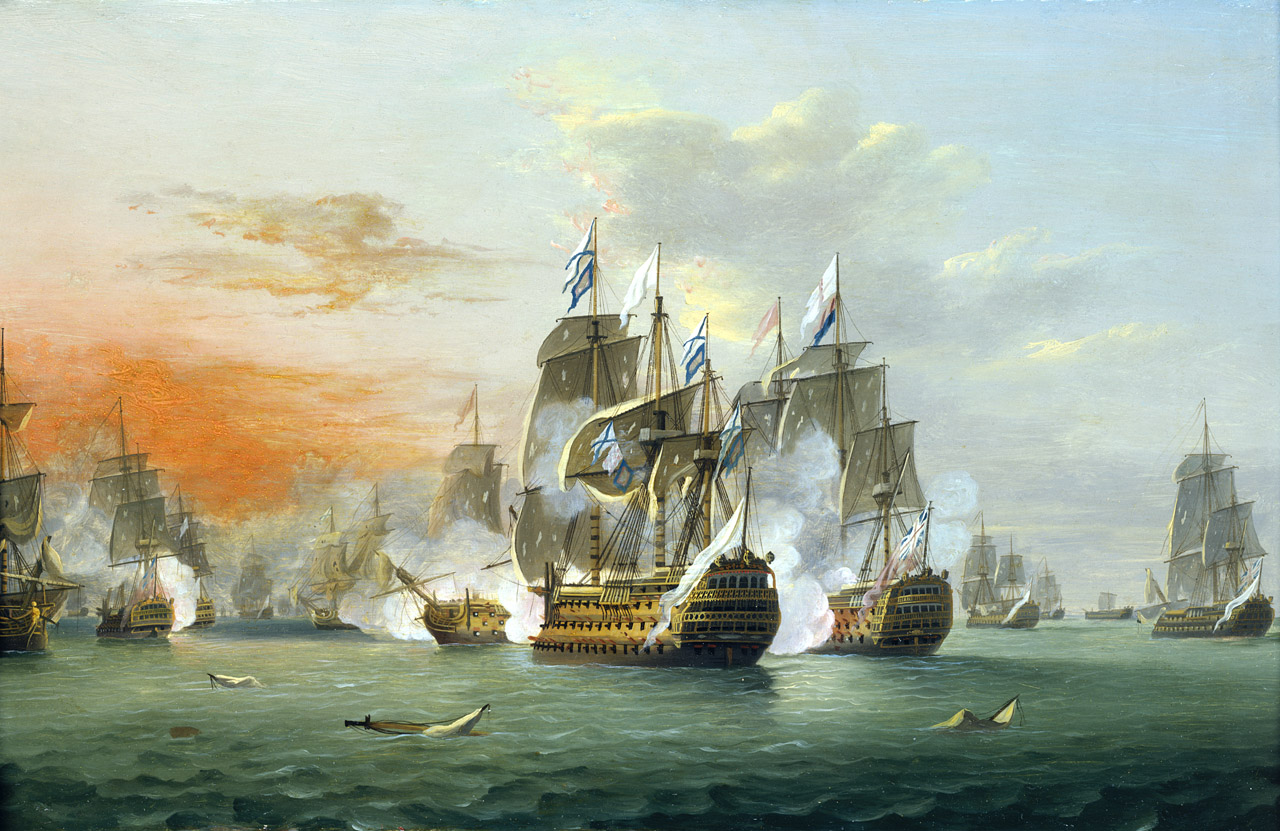
Сражение у островов Всех Святых

### Ранние годы
Фредерик Тезигер родился 28 марта 1758 года. Он был старшим сыном Джона Эндрю Тезигера и его жены-англичанки Сары Гибсон. В юности Фредерик совершил несколько плаваний на торговых кораблях Ост-Индской компании, позже поступил мичманом в Королевский флот. В начале 1782 года был назначен исполняющим обязанности лейтенанта 98-пушечного линейного корабля второго ранга «Formidable». 12 апреля 1782 года накануне сражения у островов Всех Святых британского флота с французским в Вест-Индии был назначен адъютантом адмирала Д. Роднея. Затем Тезигер продолжил службу в Вест-Индии под командованием адмирала Хью Пигота (1721—1792), преемника Роднея, а позже сопровождал сэра Чарльза Дугласа в Америку. После заключения мира в 1783 году вернулся в Англию, где продолжил службу на половинном жаловании.

### Служба в Российском императорском флоте
7 июня 1789 года Фредерик Тезигер был принят из английской службы в российский флот с чином капитана 2 ранга со старшинством с 30 апреля и приведён к присяге. В России именовался Фёдором Ивановичем. Ходатайствовал о приеме английского офицера на русскую службу британский лорд адмирал Д. Родней, который в апреле 1789 года обратился к российскому послу в Великобритании графу С. Р. Воронцову с просьбой посодействовать о приёме на русскую службу двух морских офицеров поручиков Марчала и Тезигера. Характеризуя Тезигера адмирал сообщил, что он во всех морских сражениях проявил себя «весьма храбро».

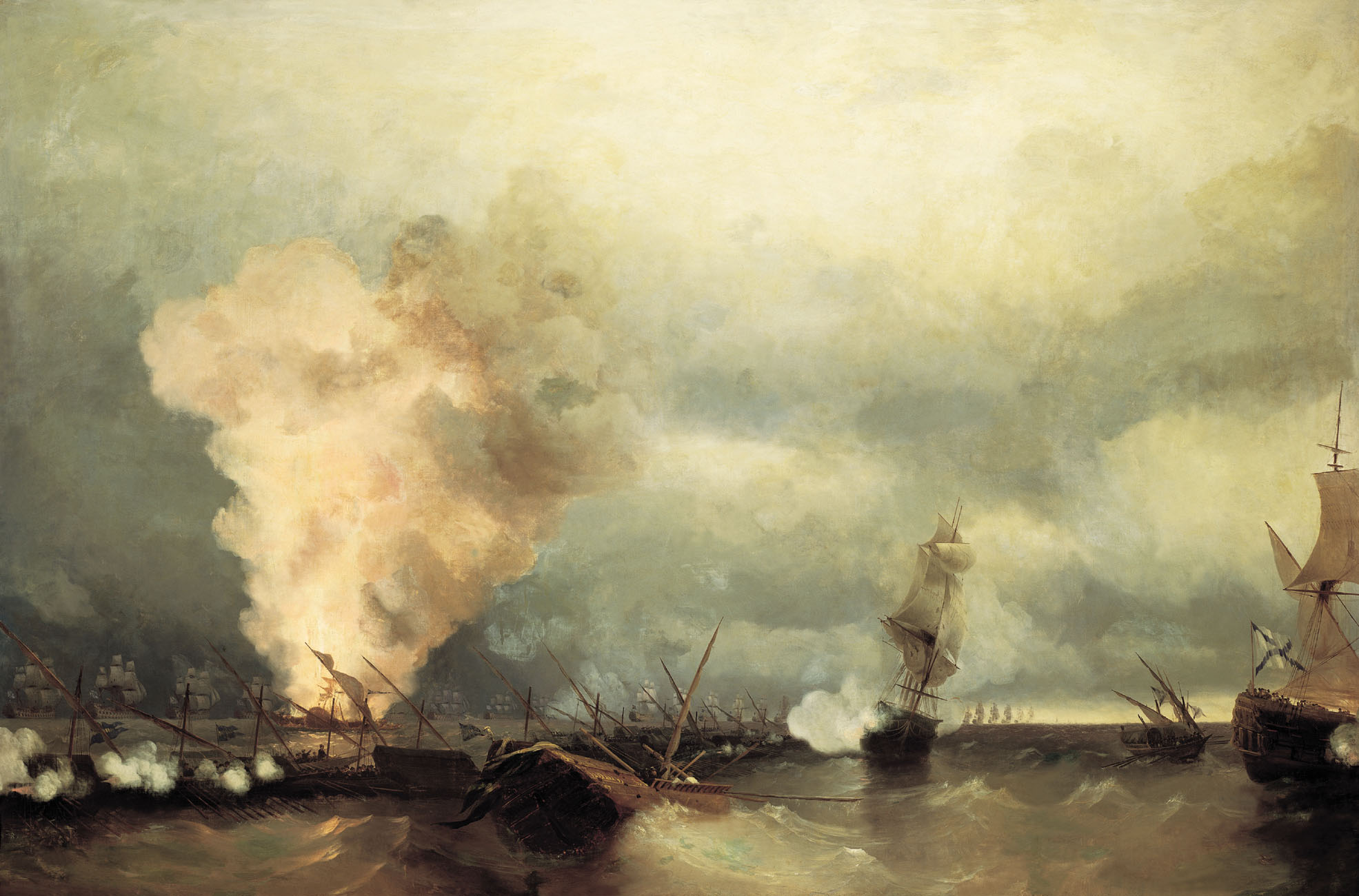
И. К. Айвазовский. Морское сражение при Выборге

Тезигер был назначен командиром 66-пушечного линейного корабля «Вышеслав», на котором сначала находился в крейсерстве с флотом в Балтийском море. Участник русско-шведской войны 1788—1790 годов. 15 июля 1789 года участвовал в Эландском сражении. 18 октября 1789 года корабль вышел на зимовку в составе эскадры вице-адмирала Козлянинова из Ревеля в Кронштадт. 20 октября, не успев, вслед за другими кораблями эскадры, обойти остров Родшер, встал поблизости от него на якорь, но ветром был снесен на мель, при отливе сел на камни, потерял руль и повредил днище. Экипаж перешёл на купеческие суда, командир последним оставил корабль, который был зажжён и вскоре взорвался. 17 ноября Адмиралтейств-коллегия назначила следствие по факту гибели корабля и учредила генеральный кригсрехт (военный суд) под председательством презуса вице-адмирала фон А. И. Круза. Адмирал В. Я. Чичагов в письме к вице-президенту Адмиралтейств-коллегии графу Чернышёву писал о капитане Тезигере следующее: «Не думайте, Милостивый Государь, чтоб я хотел только перед вами показать доброту сердца, оправдывая несчастных. Я могу иметь доброе сердце, но притом должен всегда говорить правду. Итак, только для оной вам доношу, что Господин Тезигер нынешнее лето для моей эскадры оказал себя порядочным, искусным и храбрым офицером». 18 апреля 1790 года военный суд признал действия капитана Тезигера «довольно благоразумными», вскоре он был назначен командиром линейного корабля «Принц Густав» , на котором 23—24 мая 1790 года участвовал в Красногорском сражении и награждён золотою шпагой «За храбрость». 22 июня на том же корабле участвовал в Выборгском сражении. 6 июля 1790 года награждён орденом Святого Георгия 4 класса № 739 (386) за отличие.
В 1791—1792 годах командовал тем же кораблём на кронштадтском рейде и при порте. В 1793 году, командуя линейным кораблём «Глеб», в составе эскадры адмирала Круза, плавал от Кронштадта до мыса Дернеус. В 1794 году командуя госпитальным кораблём «Святой Георгий Победоносец», плавал между Кронштадтом и Ревелем. 1 января 1795 года произведён в капитаны полковничьего ранга . В 1795—1796 годах, командуя кораблём «Глеб», в эскадре вице-адмирала П. И. Ханыкова, плавал у берегов Англии и в Немецком море. 10 февраля 1798 года был назначен при кронштадтском порте в комиссию для рассмотрения штатного положения о запасных на кампанию вещах для корабельного и гребного флота. 5 октября 1798 года уволен от службы.

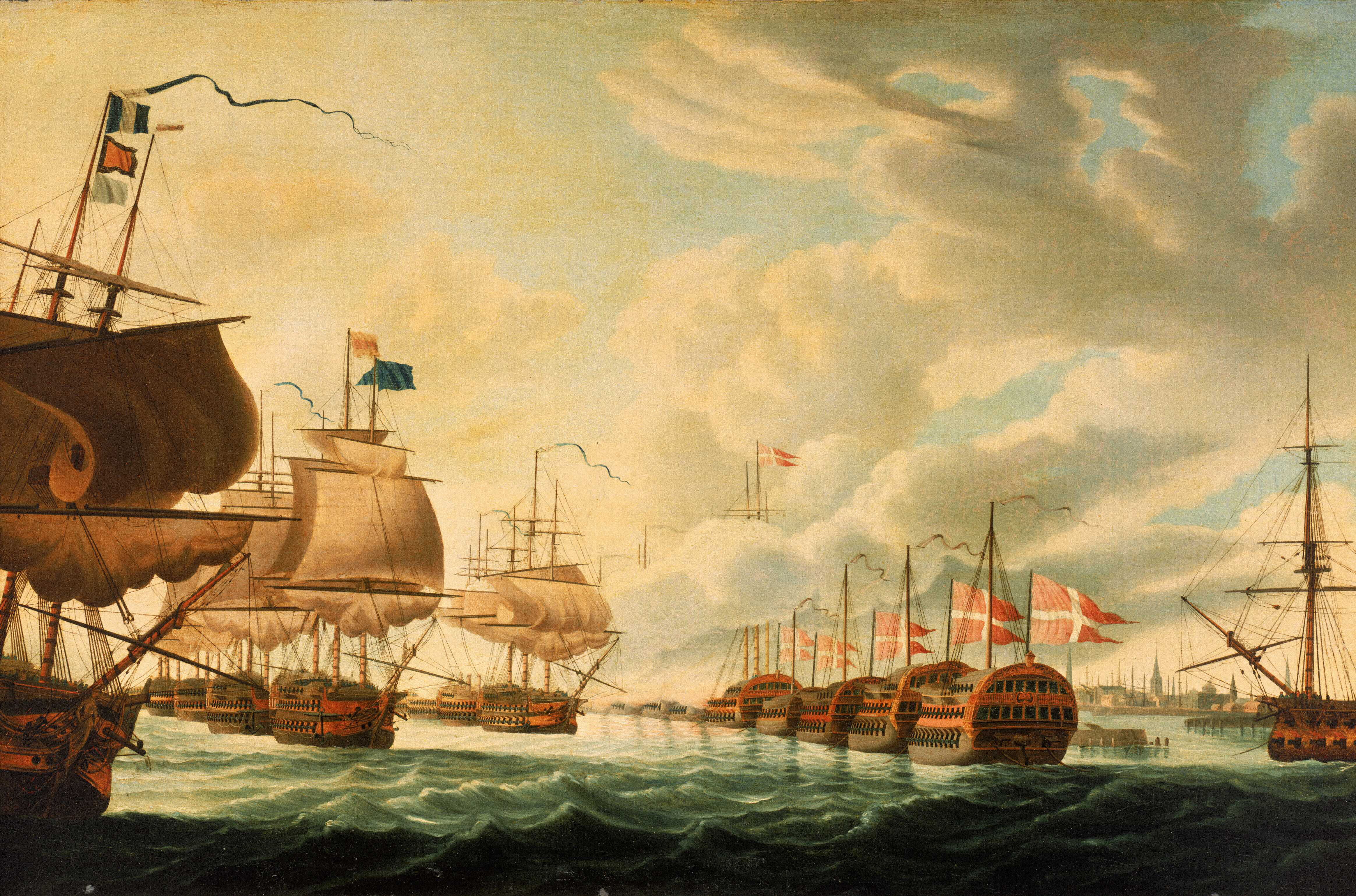
Битва при Копенгагене, 1801

### Служба в Королевском военно-морском флоте Великобритании
В том же году вернулся в Англию. Благодаря своим знаниям о российском флоте был полезен Джорджу Спенсеру, 2-му графу Спенсеру, в то время первому лорду Адмиралтейства. В ноябре 1798 года, после начала войны второй коалиции, Тезигер был зачислен офицером в Королевский флот. В битве при Копенгагене в 1801 году он был адъютантом адмирала Горацио Нельсона. Вернувшись в Англию с депешами от сэра Чарльза Пола, произведён в капитаны, получил разрешение носить российский орден Святого Георгия и называть себя сэром Фредериком. После разрыва Амьенского мирного договора в 1803 году начались наполеоновские войны, и Тезигер был назначен британским агентом по делам военнопленных в Портсмуте. Был холост. Умер 26 августа 1805 года в Элсоне, недалеко от Портсмута.